# 1992 DB10
1992 DB10 är en asteroid i huvudbältet som upptäcktes den 29 februari 1992 av UESAC vid La Silla-observatoriet.
Asteroiden har en diameter på ungefär 7 kilometer.